# Tesprócia
Tesprócia (em grego: Θεσπρωτία; romaniz.: Thesprotía) é uma unidade regional da Grécia antiga, localizada no sudoeste da região do Epiro, perto do mar. Sua capital é a cidade de Hegumenitsa.

## Mitologia
Em uma versão racionalizada da tentativa por Teseu e Pirítoo de raptar Perséfone, eles não foram ao Hades, mas à Tesprócia, raptar a esposa do rei, que derrotou-os e manteve-os prisioneiros em Cíciro.
Segundo Pausânias, foi a visão da Tesprócia que inspirou Homero a descrever o Hades. Na Tesprócia encontrava-se um lago de nome Aquerúsia, e rios de nomes Aqueronte e Cócito.